# Ocampo, Tamaulipas
Ocampo là một đô thị thuộc bang Tamaulipas, México. Năm 2005, dân số của đô thị này là 12477 người.